# 保路運動
保路運動（ほろうんどう）は、清末の1911年に勃発した、地方の鉄道開発事業を国有化し、その管理権を外国の銀行に移譲するという清朝の計画に対する抗議運動。 
四川省を中心とするこの運動は、清朝の統治に対する大衆の不満を表明し、反清朝団体を活気づけ、辛亥革命勃発に貢献した。
保路運動鎮圧のために、隣接する湖北省の新軍が動員されたことで、武漢の革命家たちが武昌起義の機会が生まれ、清朝打倒と中華民国樹立につながる辛亥革命のきっかけとなった。

## 背景

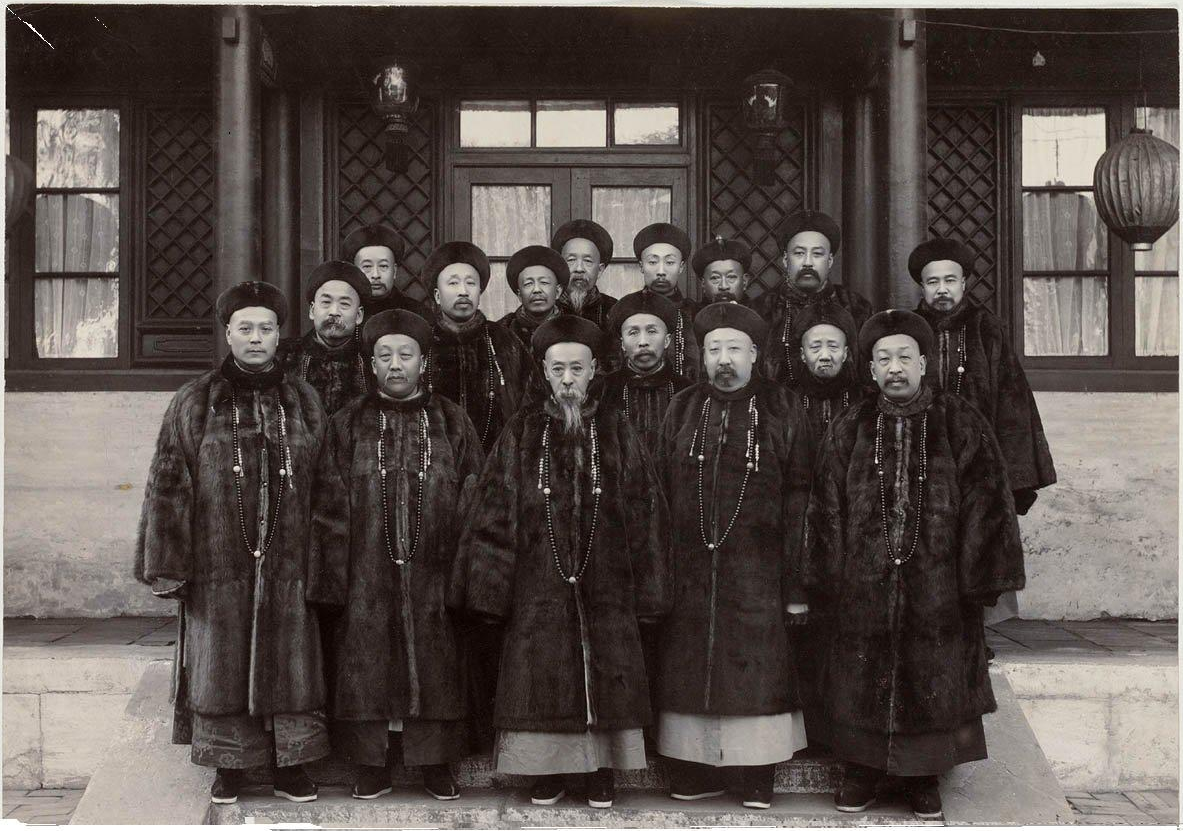
「皇族内閣」と揶揄された慶親王内閣（中央が慶親王）。「鉄道国有化」を推進して民心から不満を買った。

1890年代から1905年にかけて、中国のほぼすべての鉄道は、清朝からの譲歩に基づいて外国勢力によって計画、資金調達、建設、運営されていた。清朝は、地方経済の発展と鉄道からの収益の保持を支援するために、各省に独自の鉄道建設事業を組織する権利を与えた。
1905年、四川省は川漢鉄道を設立した。 成都から武漢までの1,238キロの鉄道建設資金を調達するため、同社は株式を公募した。省政府は土地所有者が支払う収穫物に3%の特別税を課し、土地所有者にも株式が交付された。こうして、四川の貴族や商人階級の多くが鉄道事業の株主となった。
1911年までに、同社は11,983,305両の銀を調達したが、そのうち9,288,428両、つまり77.5%は税金から、2,458,147両は公共投資から、そして236,730両は政府からのものであった。同社は政府任命の管理者による汚職と不正管理に悩まされ、建設作業はほとんど進展しなかった。
1907年、経営陣は貴族、商人、退職した役人からなる理事会に交代した。
1909年、京張鉄道の建設者でイェール大学出身の詹天佑が主任技術者として採用された。しかし、委員会は計画中の鉄道ルートをめぐる論争で分裂し、1911年までに敷設された線路はわずか16kmほどだった。
一方、清朝は、地元資金による鉄道プロジェクトの進捗に不満を抱き、再び外国の貸し手に頼るようになった。当時、清朝は北京議定書の規定に基づき巨額の負債返済の財政的圧力にさらされていた。もし地方の鉄道事業を国有化後、外国に売却すれば、清朝は英国、ドイツ、フランス、米国に対する負債の返済資金を調達できるとされた。
1911年5月初旬、英国の香港上海銀行、ドイツの独亜銀行、フランスのインドシナ銀行、米国のJPモルガン、クーン・ローブ、ニューヨーク第一ナショナル・シティ銀行を含む、いわゆる対中国国際借款団は、清朝と中国中部の鉄道建設に資金を提供することに合意した。
5月9日、郵伝部大臣の盛宣懐は、地方が管理するすべての鉄道プロジェクトの国有化を命じ、5月20日には、関税と塩税で返済される1000万ポンドの融資と引き換えに、川漢鉄道と粤漢鉄道の運営権を約束する中国コンソーシアムとの借款締結に署名した。粤漢鉄道は湖北省、湖南省、広東省の地元支援による事業だった。

## 保路運動

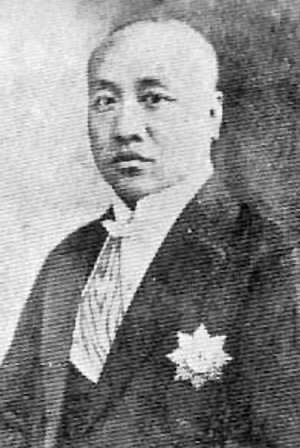
四川保路同志会会長であり、辛亥革命中に大漢四川軍政府の都督となった蒲殿俊

国有化命令は中国南部全域、特に川漢鉄道事業で最大の公的株式を保有していた四川省で強い反対の声が上がった。投資家たちは、銀ではなく国債で部分的にしか補償されないことに不満を抱いていた。
四川省に提示された補償金額は、他のすべての省に比べて遥かに低かった。蒲殿俊と四川省議会の有力議員らは6月17日に四川保路同志会を組織、国有化計画に反対する演説を行った。国有化は満洲族の宮廷による貴重な経済資産の没収と地方の財産を外国の支配下に置くものと広くみなされていた。

### 成都血案
8月11日から13日にかけて、1万人を超える抗議者が成都でこの提案に反対する集会を開き、学生や商人による一連のストライキやボイコットを組織した。
9月1日、川漢鉄道は清朝に対し、四川省住民の穀物税徴収の差し控えを請願する株主決議を採択、「抗糧抗捐活動」が実施された。
9月7日、四川総督である趙爾豊は、「抗糧抗捐活動」を主導した蒲殿俊や羅綸ら幹部を逮捕、会社を閉鎖した。激怒した抗議者たちは、蒲殿俊の釈放を要求、成都の総督府に向かって行進した。 これに対し趙爾豊は軍に発砲を命じ、数十人の抗議者が死亡した。後に「成都血案」として知られる事件で(p286)、成都では32人が死亡した。当局は成都の城門を閉鎖、警戒を厳重にした(p286)。 抗議者たちは油を塗った板にメッセージを刻み、それを密かに持ち出して川下に流す「水電報」を作成した(p286)。
屠殺者である趙爾豊は、蒲殿俊と羅綸を逮捕し、四川人民を虐殺した。
全土の朋友よ、立ち上がれ、国土を救い、守れ！
成都血案により抗議活動はさらに激化、同盟会や哥老会などの反清地下組織が成都とその周辺で清軍との武力衝突を開始した(p286)。
9月15日、成都南部の栄県哥老会長である王天傑は同志軍を組織し、800人の支持者を率いて成都に進軍、趙爾豊を打倒することを誓った。四川省で緊張が高まると、清政府は趙爾豊を総督から解任し、投資家に全額補償を申し出た。しかし、四川省では10万人を超える武装集団が政府当局を圧倒していた。哥老会の過激派は清軍と四川省政府民兵に対する武装戦闘員の大半を占めていた(pp286-287)。
辛亥革命の最初の大きな戦闘の一つで、趙の近代化された新軍兵士が成都の城門から哥老会の戦闘員に発砲し、1000人以上が死傷した(p287)。 新軍は連射兵器と大砲を装備していた(p287)。彼らは成都の反乱軍の包囲を押し返した(p287)。その後2か月間戦闘が続いたため、清の指導者たちは中国中部から四川へ軍を転進する必要に迫られた(p287)。

### 新軍命令と反乱
清朝は湖広総督の端方に、湖北新軍で四川省の鎮圧応援を命じた。湖北省と湖南省の状況は少し異なり、省のエリート層は省鉄道の国有化に対して四川省のエリート層ほど憤慨していなかった。だが両省のマスコミと過激な学生らは、地元のエリート層の消極的かつ卑屈な態度を非難し、彼らを四川省の抗議者と不利な立場で比較した。ジョゼフ・エシェリックが「満洲王朝が終焉を迎えつつあるという認識は、徐々に王朝崩壊を望む気持ちに変化していった。」と主張したように、この白熱した雰囲気の中で、両省の世論は過激化し始めていた。
一方、湖北省の新軍部隊の動員により、湖北省の革命派は計画されていた蜂起を急がざるを得なくなった。新軍の転進により武漢の防衛が手薄になり、革命派に同情的な軍の一部も撤退していたにもかかわらず、清軍が中国中部から四川省への戦闘を命じたことが、1911年10月10日に勃発した武昌起義が成功した主要因となった(p287)。

## 運動の余波

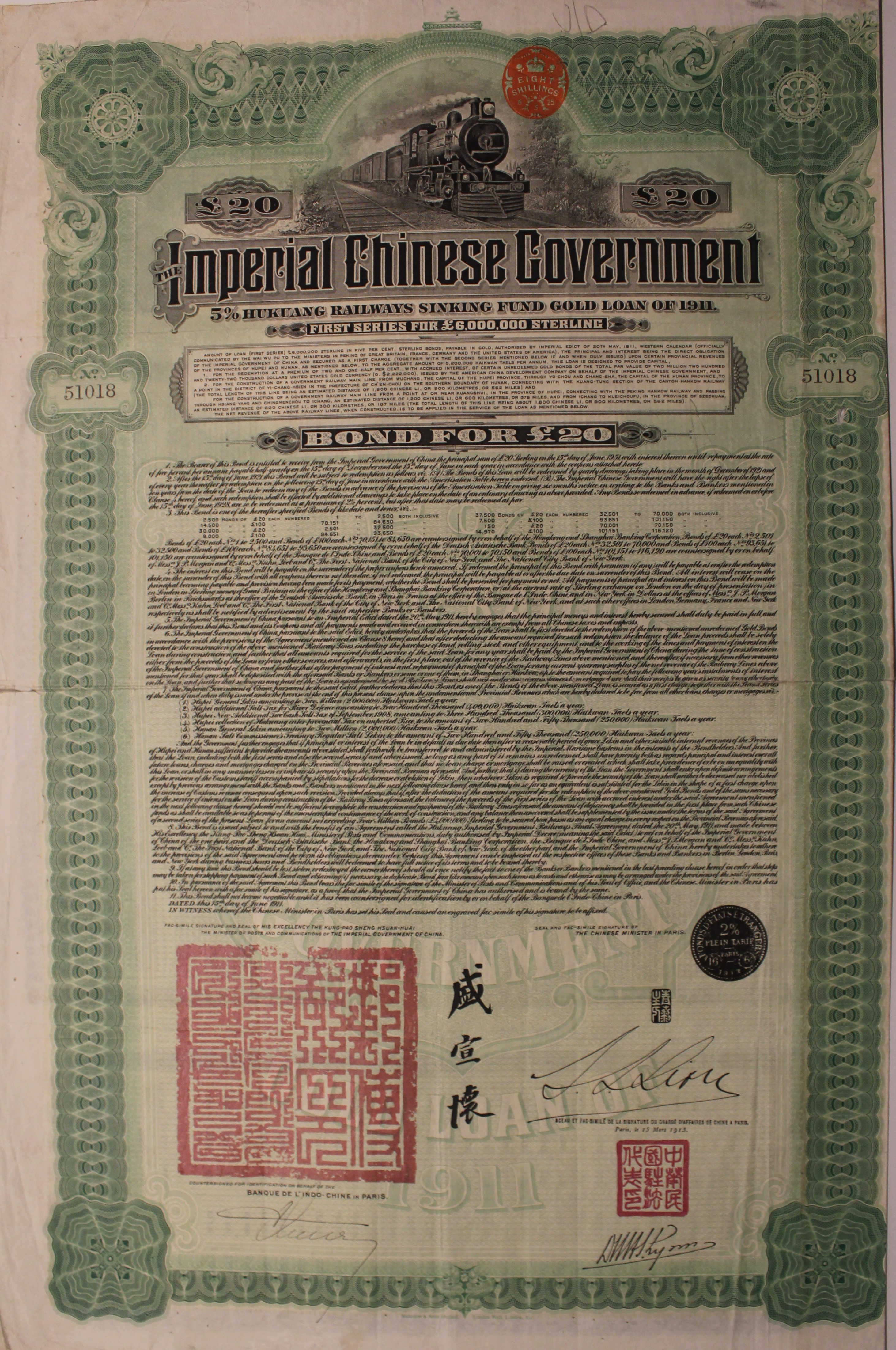
1911年6月15日発行の湖広鉄道借款の債券

辛亥革命の勃発後、四川省では立憲派と革命派の衝突が11月まで続いた。端方は新軍の反乱後、劉怡鳳によって刺殺された。
11月14日、趙爾豊は蒲殿俊を釈放し、新たに設立された四川大漢軍政府に権力を委譲する協定を交渉した。
11月27日、蒲殿俊は四川省の清朝からの独立を宣言した。趙爾豊はその後、12月の成都における反動的蜂起を扇動したとして告発され、12月28日に革命派によって処刑された。
皮肉なことに、こうした問題の根本原因である川漢鉄道は、政治的混乱、戦争、資金不足、極めて困難な地形のため、何十年も未成線のままだった。1955年に建設された成渝線と、1979年に完成した襄渝線は、最終的に成都と武漢を結んだが、その旅程は陝西省を通る遠回りのルートとなった。川漢鉄道の本来のルートに沿った鉄道計画は長期間放置されていたが、1世紀後に滬漢蓉旅客専用線として実現、最後の区間が2012年7月1日に開通した。
1983年、300人以上のアメリカ人投資家が中国政府に対し、湖広鉄道借款の償還を強制しようとしたが、もはや無価値だったため失敗した。